# Simaság
Simaság là một thị trấn thuộc hạt Vas, Hungary. Thị trấn này có diện tích 10,13 km², dân số năm 2010 là 543 người, mật độ 54 người/km².